# Yanzhou
Yanzhou (兖州 ; pinyin : Yǎnzhōu) est une ville de l'ouest de la province du Shandong en Chine. C'est une ville-district placée sous la juridiction administrative de la ville sous-provinciale de Jining.

## Démographie
La population du district était de 598 258 habitants en 1999.

## Jumelage
Rosny-sous-Bois (France) depuis 2006, dans le cadre d'un partenariat économique et culturel

## Cultes
- Diocèse de Yanzhou

## Personnalités liées à la ville
- Augustin Henninghaus (1862 — 1939), missionnaire allemand et vicaire apostolique, mort à Yanzhou
- Yang Huan (杨桓 / 楊桓, 1234 — 1299), linguiste chinois de la dynastie Yuan